# Cheick Traoré
Pour les articles homonymes, voir Traoré.
Cheick Traoré, né le 31 mars 1995 à Paris, est un footballeur international malien. Il évolue au poste de défenseur au Paris 13 Atletico.

## Biographie
Formé au SM Caen, Cheick Traoré est prêté à Avranches, alors pensionnaire de National (3e division française), il réalise une saison pleine avec le club normand (31 matches).
De retour de prêt, il signe un contrat professionnel avec le SM Caen avant d'être transféré à Châteauroux. 
Lors de sa première saison avec le club castelroussin, Cheick Traoré contribue à l'accession du club en Ligue 2, avec de nombreuses apparitions et des performances très prometteuses.
Durant l'été 2017, le latéral droit s'engage avec le club de Guingamp évoluant en Ligue 1, mais est de nouveau envoyé à Châteauroux pour disputer une saison en Ligue 2, qui s'est annoncé révélatrice (33 matches), des performances qui l'ont amené à faire quelques apparitions la saison suivante en Ligue 1 avec l'En avant Guingamp. 
Malgré la relégation du club breton en Ligue 2, Cheick a démontré de belles qualités.
Le 20 août 2019, il s'engage avec le RC Lens où il paraphe un contrat de trois ans.

## Statistiques

### Statistiques Générales
| Saison                | Club                  | Championnat           | Championnat | Championnat | Coupe nationale | Coupe nationale | Coupe de la Ligue | Coupe de la Ligue | Total | Total |
| Saison                | Club                  | Division              | M.          | B.          | M.              | B.              | M.                | B.                | M.    | B.    |
| 2015-2016             | US Avranches (prêt)   | National              | 29          | 0           | 2               | 0               | -                 | -                 | 31    | 0     |
| 2016-2017             | LB Châteauroux        | National              | 26          | 0           | 1               | 0               | 3                 | 0                 | 30    | 0     |
| 2017-2018             | LB Châteauroux        | Ligue 2               | 31          | 0           | 2               | 0               | 1                 | 0                 | 34    | 0     |
| 2018-2019             | EA Guingamp           | Ligue 1               | 20          | 0           | 1               | 0               | 5                 | 0                 | 26    | 0     |
| 2019-2020             | RC Lens               | Ligue 2               | 10          | 0           | 1               | 0               | 2                 | 0                 | 13    | 0     |
| 2020-2021             | RC Lens               | Ligue 1               | 2           | 0           | 0               | 0               | -                 | -                 | 2     | 0     |
| 2021-2022             | Dijon FCO             | Ligue 2               | 33          | 1           | 2               | 0               | -                 | -                 | 35    | 1     |
| 2022-2023             | Dijon FCO             | Ligue 2               | 29          | 0           | 0               | 0               | -                 | -                 | 29    | 0     |
| 2023-2024             | Dijon FCO             | National              | 4           | 0           | 0               | 0               | -                 | -                 | 4     | 0     |
| Total sur la carrière | Total sur la carrière | Total sur la carrière | 93          | 0           | 5               | 0               | 6                 | 0                 | 104   | 0     |

### Listes des matchs internationaux
Le tableau suivant liste les rencontres de l'équipe du Mali dans lesquelles Cheick Traoré a été sélectionné depuis le 13 octobre 2019 jusqu'à présent.

## Palmarès
Avec les moins de 19 ans du CS Sedan, Cheick Traoré est finaliste de la Coupe Gambardella 2013.  
En équipe première, il est également finaliste de la Coupe de la Ligue avec l'EA Guingamp en 2019 puis vice-champion de France de Ligue 2 avec le RC Lens l'année suivante. 
| CS Sedan Ardennes                    | EA Guingamp                          | RC Lens                           |
| ------------------------------------ | ------------------------------------ | --------------------------------- |
| Coupe Gambardella - Finaliste : 2013 | Coupe de la Ligue - Finaliste : 2019 | - Ligue 2 - Vice-Champion : 2020. |